# Micropterix igaloensis
Micropterix igaloensis is een vlinder uit de familie  van de oermotten (Micropterigidae). De wetenschappelijke naam van de soort is voor het eerst geldig gepubliceerd door Hans Georg Amsel in 1951.

## Verspreiding en leefgebied
De soort komt voor in Europa.